# Pseuderanthemum eberhardtii
Pseuderanthemum eberhardtii är en akantusväxtart som beskrevs av Raymond Benoist. Pseuderanthemum eberhardtii ingår i släktet Pseuderanthemum och familjen akantusväxter. Inga underarter finns listade i Catalogue of Life.